# Bernadette Szőcs
Bernadette Cynthia Szőcs (* 5. März 1995 in Târgu Mureș) ist eine rumänische Tischtennisspielerin. Sie wurde 2017 und 2019 Europameisterin mit der Mannschaft und gewann das Europe Top 16 2018 sowie – sowohl im Einzel als auch mit dem Team – die Europaspiele 2023. 2022 wurde sie Europameisterin im Doppel.

## Werdegang
Mit acht Jahren kam sie zum Tischtennis und erzielte in ihrer Jugend mehrere internationale Erfolge bei den Jugend-Europameisterschaften. So wurde sie 2007 mit Cristina Hirici Zweite im Doppel, 2008 hinter Petrissa Solja Zweite im Einzel und Siegerin im Mixed sowie 2009 Siegerin im Doppel mit der Russin Jana Noskowa. Von 2009 bis 2013 gewann sie bei der Jugend-EM und dem Europe Youth Top 10 jeweils dreimal Gold und kam dreimal bei der Jugend-Weltmeisterschaft ins Viertelfinale, genau wie bei den Olympischen Jugendspielen 2010.
Bei den Erwachsenen nahm sie seit 2010 an allen Weltmeisterschaften teil, ohne dabei in die Nähe von Medaillenrängen zu gelangen. Sie spielt im europäischen Shakehandstil. Mit ihrem Vater Slawomir trainierte sie intensiv, ihr Bruder Hunor Szőcs ist ebenfalls ein Tischtennis-Nationalspieler. 2011 nahm sie das erste Mal an der Europameisterschaft teil und rückte erstmals in die Top 100 der Weltrangliste vor. 2013 zog sie im Doppel mit Iulia Necula ins Halbfinale der German Open ein und gewann damit ihre erste Medaille auf der ITTF World Tour, mit der Mannschaft holte sie im selben Jahr nach einer Finalniederlage gegen Deutschland EM-Silber und erreichte 2014 das WM-Viertelfinale.
Am Europe Top 16 konnte sie das erste Mal 2015 teilnehmen, blieb aber sieglos. Sowohl im Team- als auch im Einzelwettbewerb der Europaspiele schied sie in der ersten Runde aus, bei der WM 2015 in der zweiten Runde gegen die spätere Vizeweltmeisterin Liu Shiwen. Mit der rumänischen Mannschaft gewann sie auch 2015 nach einer Finalniederlage gegen Deutschland EM-Silber. Außerdem qualifizierte sie sich für den U-21-Wettbewerb der Grand Finals, wo sie in der Gruppenphase ausschied, und gewann Bronze bei der Universiade. 2016 nahm sie im Team an den Olympischen Spielen in Rio de Janeiro teil, Rumänien scheiterte in der ersten Runde knapp mit 2:3 an Südkorea. Im Jahr darauf belegte Szőcs beim Europe Top 16 den sechsten Platz, holte wieder Bronze bei der Universiade und traf mit der rumänischen Mannschaft zum dritten Mal im EM-Finale auf Deutschland. Durch einen knappen 3:2-Erfolg konnte diesmal Gold gewonnen werden. Außerdem nahm sie 2017 an der neu gestarteten T2APAC-Liga im Team von Jörgen Persson teil. Im Verlauf der Liga gewann sie gegen zahlreiche top-gesetzte Kontrahentinnen und setzte sich im Halbfinale der Einzelkonkurrenz gegen Liu Fei durch. Den Titel gewann sie im Finale gegen die langjährige Top-10-Spielerin Feng Tianwei.
2018 gewann sie beim Europe Top 16, an Position 8 gesetzt, mit einem Finalsieg über die an Position 1 gesetzte Titelverteidigerin Li Jie überraschend die Goldmedaille und gab dabei nur im Finale einen Satz ab. Dadurch qualifizierte sie sich zum ersten Mal für den World Cup, bei dem sie das Achtelfinale erreichte. Auch im Jahr darauf kam sie ins Europe-Top-16-Finale, unterlag dort aber Petrissa Solja. Im April war sie erstmals die in der Weltrangliste bestplatzierte Europäerin. Die Silbermedaille gewann sie auch bei den Europaspielen im Mixed und mit dem Team, mit dem sie wenige Monate später den Titel bei der Mannschafts-EM verteidigte. Im August erreichte sie zudem Weltranglistenplatz 14 und damit eine neue Bestmarke.
Eine erneute Verteidigung des EM-Titels mit der Mannschaft gelang 2021 nicht, nach einer Finalniederlage gegen Deutschland holte Rumänien Silber. Beim Europe Top 16 Cup 2022 kam Szőcs erneut ins Halbfinale, beim WTT Champions Macao schlug sie Olympiasiegerin Chen Meng und zog so ins Viertelfinale ein. Ab 2018 bzw. 2019 spielte sie vermehrt im (gemischten) Doppel mit Ovidiu Ionescu bzw. Sofia Polcanova. Mit Ionescu kam sie bei den Olympischen Spielen in Tokio ins Viertelfinale, wurde Vize-Europameisterin 2022 und holte Bronze bei den Europaspielen 2023. Mit Polcanova kam sie 2022 ins Halbfinale des Singapore Smash und wurde Europameisterin, ohne dass sie im Turnierverlauf einen Satz verloren, 2023 erreichten sie zudem das WM-Viertelfinale. In diesem Jahr gewann Szőcs außerdem sowohl im Einzel als auch mit der rumänischen Mannschaft die Europaspiele, bei der Team-EM holte Rumänien nach einer Finalniederlage gegen Deutschland erneut Silber. Zudem gelangen ihr 2023 zwei weitere Siege gegen chinesische Spielerinnen aus den Top 10 der Weltrangliste: beim WTT Champions Macao gegen Chen Xingtong, beim WTT Champions Frankfurt erneut gegen Chen Meng. Auch dadurch qualifizierte sie sich erstmals im Einzel für die WTT Finals Ende des Jahres.
Im März 2024 erreichte Szőcs erstmals Platz 10 der Weltrangliste und wurde damit bestplatzierte Europäerin. Im Oktober holte sie im Einzel und Doppel EM-Silber.

## Doppelpartner
Aufzählung nur bei mindestens drei gemeinsamen Turnieren im Jahr.
- 2009:  Camelia Iacob
- 2009–2010:  Irina Ciobanu
- 2015:  Camelia Iacob
- 2018–2019:  Elizabeta Samara
- 2019, 2022–2024:  Sofia Polcanova

Mixed:
- 2018–2024:  Ovidiu Ionescu

## Turnierergebnisse
| Verband  | Veranstaltung                     | Jahr | Ort                 | Land                | Einzel        | Doppel        | Mixed         | Team          | U-21         |
| -------- | --------------------------------- | ---- | ------------------- | ------------------- | ------------- | ------------- | ------------- | ------------- | ------------ |
| Rumänien | Europe Top 16                     | 2025 | Montreux            | Schweiz             | Viertelfinale |               |               |               |              |
| Rumänien | Europe Top 16                     | 2024 | Montreux            | Schweiz             | Halbfinale    |               |               |               |              |
| Rumänien | Europe Top 16                     | 2023 | Montreux            | Schweiz             | Viertelfinale |               |               |               |              |
| Rumänien | Europe Top 16                     | 2022 | Montreux            | Schweiz             | Halbfinale    |               |               |               |              |
| Rumänien | Europe Top 16                     | 2021 | Thessaloniki        | Griechenland        | Halbfinale    |               |               |               |              |
| Rumänien | Europe Top 16                     | 2020 | Montreux            | Schweiz             | Achtelfinale  |               |               |               |              |
| Rumänien | Europe Top 16                     | 2019 | Montreux            | Schweiz             | Silber        |               |               |               |              |
| Rumänien | Europe Top 16                     | 2018 | Montreux            | Schweiz             | Gold          |               |               |               |              |
| Rumänien | Europe Top 16                     | 2017 | Antibes             | Frankreich          | 6. Platz      |               |               |               |              |
| Rumänien | Europe Top 16                     | 2016 | Gondomar            | Portugal            | 13.–16. Platz |               |               |               |              |
| Rumänien | Europe Top 16                     | 2015 | Baku                | Aserbaidschan       | 13.–16. Platz |               |               |               |              |
| Rumänien | Europaspiele                      | 2023 | Krakau              | Polen               | Gold          |               | Bronze        | Gold          |              |
| Rumänien | Europaspiele                      | 2019 | Minsk               | Belarus             | Achtelfinale  |               | Silber        | Silber        |              |
| Rumänien | Europaspiele                      | 2015 | Baku                | Aserbaidschan       | letzte 32     |               |               | Achtelfinale  |              |
| Rumänien | Europameisterschaft               | 2024 | Linz                | Osterreich          | Silber        | Silber        | Achtelfinale  |               |              |
| Rumänien | Europameisterschaft               | 2023 | Malmö               | Schweden            |               |               |               | Silber        |              |
| Rumänien | Europameisterschaft               | 2022 | München             | Deutschland         | Viertelfinale | Gold          | Silber        |               |              |
| Rumänien | Europameisterschaft               | 2021 | Cluj-Napoca         | Rumänien            |               |               |               | Silber        |              |
| Rumänien | Europameisterschaft               | 2020 | Warschau            | Polen               | letzte 32     | letzte 32     | Achtelfinale  |               |              |
| Rumänien | Europameisterschaft               | 2019 | Nantes              | Frankreich          |               |               |               | Gold          |              |
| Rumänien | Europameisterschaft               | 2018 | Alicante            | Spanien             | Viertelfinale | Viertelfinale | Viertelfinale |               |              |
| Rumänien | Europameisterschaft               | 2017 | Luxemburg           | Luxemburg           |               |               |               | Gold          |              |
| Rumänien | Europameisterschaft               | 2016 | Budapest            | Ungarn              | letzte 64     | Achtelfinale  | Halbfinale    |               |              |
| Rumänien | Europameisterschaft               | 2015 | Jekaterinburg       | Russland            | letzte 32     |               |               | Silber        |              |
| Rumänien | Europameisterschaft               | 2014 | Lissabon            | Portugal            |               |               |               | 7             |              |
| Rumänien | Europameisterschaft               | 2013 | Schwechat           | Osterreich          | Achtelfinale  |               |               | Silber        |              |
| Rumänien | Europameisterschaft               | 2012 | Herning             | Danemark            | letzte 32     |               |               |               |              |
| Rumänien | Europameisterschaft               | 2011 | Gdańsk              | Polen               | letzte 64     |               |               |               |              |
| Rumänien | Olympische Spiele                 | 2024 | Paris               | Frankreich          | letzte 16     |               | Viertelfinale | letzte 16     |              |
| Rumänien | Olympische Spiele                 | 2021 | Tokio               | Japan               | letzte 32     |               | Viertelfinale | Viertelfinale |              |
| Rumänien | Olympische Spiele                 | 2016 | Rio de Janeiro      | Brasilien           |               |               |               | Achtelfinale  |              |
| Rumänien | Weltmeisterschaft                 | 2025 | Doha                | Katar               | letzte 16     | Silber        | letzte 64     |               |              |
| Rumänien | Weltmeisterschaft                 | 2024 | Busan               | Korea Sud           |               |               |               | Viertelfinale |              |
| Rumänien | Weltmeisterschaft                 | 2023 | Durban              | Sudafrika           | letzte 32     | Viertelfinale | letzte 32     |               |              |
| Rumänien | Weltmeisterschaft                 | 2022 | Chengdu             | China Volksrepublik |               |               |               | Achtelfinale  |              |
| Rumänien | Weltmeisterschaft                 | 2021 | Houston             | Vereinigte Staaten  | Achtelfinale  | letzte 32     | Achtelfinale  |               |              |
| Rumänien | Weltmeisterschaft                 | 2019 | Budapest            | Ungarn              | letzte 32     | Achtelfinale  | Achtelfinale  |               |              |
| Rumänien | Weltmeisterschaft                 | 2018 | Halmstad            | Schweden            |               |               |               | Viertelfinale |              |
| Rumänien | Weltmeisterschaft                 | 2017 | Düsseldorf          | Deutschland         | letzte 64     | letzte 32     | letzte 32     |               |              |
| Rumänien | Weltmeisterschaft                 | 2016 | Kuala Lumpur        | Malaysia            |               |               |               | 9.–12. Platz  |              |
| Rumänien | Weltmeisterschaft                 | 2015 | Suzhou              | China Volksrepublik | letzte 64     | letzte 64     | letzte 32     |               |              |
| Rumänien | Weltmeisterschaft                 | 2014 | Tokio               | Japan               |               |               |               | Viertelfinale |              |
| Rumänien | Weltmeisterschaft                 | 2013 | Paris               | Frankreich          | letzte 128    | letzte 32     | letzte 32     |               |              |
| Rumänien | Weltmeisterschaft                 | 2012 | Dortmund            | Deutschland         |               |               |               | 12            |              |
| Rumänien | Weltmeisterschaft                 | 2011 | Rotterdam           | Niederlande         | letzte 128    | letzte 64     | letzte 32     |               |              |
| Rumänien | World Cup                         | 2025 | Macau               | Macau               | Achtelfinale  |               |               |               |              |
| Rumänien | World Cup                         | 2024 | Macau               | Macau               | Achtelfinale  |               |               |               |              |
| Rumänien | World Cup                         | 2020 | Weihai              | China Volksrepublik | Achtelfinale  |               |               |               |              |
| Rumänien | World Cup                         | 2019 | Chengdu             | China Volksrepublik | Achtelfinale  |               |               |               |              |
| Rumänien | World Cup                         | 2018 | Chengdu             | China Volksrepublik | Achtelfinale  |               |               |               |              |
| Rumänien | Universiade                       | 2017 | Taipeh              | Chinesisch Taipeh   | Halbfinale    | Viertelfinale | Viertelfinale |               |              |
| Rumänien | Universiade                       | 2015 | Gwangju             | Korea Sud           | Halbfinale    |               |               |               |              |
| Rumänien | Grand Smash                       | 2025 | Singapur            | Singapur            | Achtelfinale  | Halbfinale    | Achtelfinale  |               |              |
| Rumänien | Grand Smash                       | 2022 | Singapur            | Singapur            | letzte 64     | Halbfinale    | Viertelfinale |               |              |
| Rumänien | ITTF Challenge Series             | 2017 | Almería             | Spanien             | Halbfinale    |               |               |               |              |
| Rumänien | ITTF Challenge Series             | 2017 | São Paulo           | Brasilien           | Gold          | Gold          |               |               |              |
| Rumänien | WTT Series (Star Contender)       | 2024 | Doha                | Katar               | letzte 32     | Halbfinale    | Halbfinale    |               |              |
| Rumänien | WTT Series (Contender)            | 2023 | Antalya             | Turkei              | letzte 32     |               | Halbfinale    |               |              |
| Rumänien | WTT Series (Contender)            | 2023 | Rio de Janeiro      | Brasilien           | Halbfinale    | Halbfinale    | Viertelfinale |               |              |
| Rumänien | WTT Series (Contender)            | 2023 | Lima                | Peru                | Silber        |               | Silber        |               |              |
| Rumänien | WTT Series (Contender)            | 2023 | Doha                | Katar               | letzte 32     | Halbfinale    | Achtelfinale  |               |              |
| Rumänien | WTT Series (Contender)            | 2022 | Nova Gorica         | Slowenien           | letzte 32     |               | Halbfinale    |               |              |
| Rumänien | WTT Series (Star Contender)       | 2022 | Budapest            | Ungarn              | letzte 48     | Halbfinale    |               |               |              |
| Rumänien | WTT Series (Contender)            | 2022 | Zagreb              | Kroatien            | Viertelfinale | Halbfinale    | Halbfinale    |               |              |
| Rumänien | WTT Series (Star Contender)       | 2022 | Doha                | Katar               | Achtelfinale  | Qual.         | Halbfinale    |               |              |
| Rumänien | WTT Series (Contender)            | 2021 | Doha                | Katar               | Achtelfinale  |               | Halbfinale    |               |              |
| Rumänien | ITTF World Tour                   | 2019 | Panagjurischte      | Bulgarien           | Achtelfinale  | Halbfinale    | Halbfinale    |               |              |
| Rumänien | ITTF World Tour                   | 2019 | Budapest            | Ungarn              | Viertelfinale | Halbfinale    | Qual.         |               |              |
| Rumänien | ITTF World Tour                   | 2016 | De Haan             | Belgien             | Halbfinale    | Viertelfinale |               |               | Silber       |
| Rumänien | ITTF World Tour                   | 2015 | Stockholm           | Schweden            | Qual.         |               |               |               | Silber       |
| Rumänien | ITTF World Tour                   | 2015 | Doha                | Katar               | letzte 32     | Qual.         |               |               | Gold         |
| Rumänien | ITTF World Tour                   | 2015 | Warschau            | Polen               | Qual.         | Qual.         |               |               | Halbfinale   |
| Rumänien | ITTF World Tour                   | 2015 | Kobe                | Japan               | Qual.         | Qual.         |               |               | Halbfinale   |
| Rumänien | ITTF World Tour                   | 2015 | De Haan             | Belgien             | Viertelfinale | Silber        |               |               | Achtelfinale |
| Rumänien | ITTF World Tour                   | 2014 | De Haan             | Belgien             | Viertelfinale |               |               |               | Gold         |
| Rumänien | ITTF World Tour                   | 2013 | Bremen              | Deutschland         | letzte 64     | Halbfinale    |               |               | letzte 32    |
| Rumänien | WTT Finals                        | 2024 | Fukuoka             | Japan               | Halbfinale    |               |               |               |              |
| Rumänien | WTT Finals                        | 2023 | Nagoya              | Japan               | Achtelfinale  |               |               |               |              |
| Rumänien | ITTF World Tour Grand Finals      | 2015 | Lissabon            | Portugal            |               |               |               |               | Qual.        |
| Rumänien | Jugend-Balkanmeisterschaft (U 15) | 2010 | Slatina             | Rumänien            | Gold          |               |               |               |              |
| Rumänien | Jugend-Europameisterschaft (U 18) | 2013 | Ostrava             | Tschechien          | Halbfinale    |               |               |               |              |
| Rumänien | Jugend-Europameisterschaft (U 18) | 2012 | Schwechat           | Osterreich          | Gold          |               |               |               |              |
| Rumänien | Jugend-Europameisterschaft (U 18) | 2011 | Kasan               | Russland            | Gold          |               |               |               |              |
| Rumänien | Jugend-Europameisterschaft (U 15) | 2010 |                     | Turkei              | Gold          |               |               |               |              |
| Rumänien | Europe Youth Top 10 (U 18)        | 2013 | Terni               | Italien             | Gold          |               |               |               |              |
| Rumänien | Europe Youth Top 10 (U 18)        | 2012 | Buzău               | Rumänien            | Gold          |               |               |               |              |
| Rumänien | Europe Youth Top 10 (U 18)        | 2011 | Schwechat           | Osterreich          | 4. Platz      |               |               |               |              |
| Rumänien | Europe Youth Top 10 (U 15)        | 2010 | Topolcany           | Slowakei            | Gold          |               |               |               |              |
| Rumänien | Olympische Jugendspiele           | 2010 | Singapur            | Singapur            | Viertelfinale |               |               |               |              |
| Rumänien | Jugend-Weltmeisterschaft (U 18)   | 2013 | Rabat               | Marokko             | Viertelfinale | Viertelfinale | Achtelfinale  |               |              |
| Rumänien | Jugend-Weltmeisterschaft (U 18)   | 2012 | Hyderabad           | Indien              | Viertelfinale | Halbfinale    | Achtelfinale  |               |              |
| Rumänien | Jugend-Weltmeisterschaft (U 18)   | 2011 | Manama              | Brunei              | letzte 32     | Halbfinale    | letzte 32     |               |              |
| Rumänien | Jugend-Weltmeisterschaft (U 18)   | 2010 | Bratislava          | Slowakei            | Achtelfinale  | Viertelfinale | Viertelfinale |               |              |
| Rumänien | Jugend-Weltmeisterschaft (U 18)   | 2009 | Cartagena de Indias | Kolumbien           | Viertelfinale | Achtelfinale  | letzte 32     |               |              |